# Самоотношение
Самоотноше́ние — отношение личности к самой себе, собственному «Я».

## История
Феномен самоотношения является объектом психологического анализа в работах отечественных и зарубежных ученых (Р. Бёрнс, У. Джеймс, К. Роджерс, С. Р. Пантилеев, Е. Т. Соколова, В. В. Столин, И. И. Чеснокова, Н. И. Сарджвеладзе). Представители школы Д. Н. Узнадзе определяли отношение человека к себе как установочное образование. Модель самоотношения как социальной установки была детально разработана Н. И. Сарджвеладзе.
В 1974 году грузинский психолог Н. И. Сарджвеладзе ввёл термин «самоотношение», который был определён как «отношение субъекта потребности к ситуации её удовлетворения, которое направлено на самого себя».
Ранее, в рамках классической психологии, также была поднята проблема отношения личности к самой себе в работах американского философа и психолога У. Джеймса. Он предложил теорию, одну из первых описывающих идею «Я-концепции», в которой выделял Глобальное Я (англ. self) как двойственное образование, соединяющее в себе Я-сознающее (англ. I) и Я-как объект (англ. Me), которое включает в себя четыре аспекта: духовное Я, материальное Я, социальное Я, физическое Я.
С. Р. Пантилеев, опираясь на научные исследования В. В. Столина, определял самоотношение как «динамическую иерархическую систему, в которой та или иная особенная модальность эмоционального отношения качестве ядерной структуры системы, занимая ведущее место в иерархии других аспектов самоотношения, и фактически определяя содержание и выраженность обобщенного устойчивого самоотношения».
Е. Т. Соколова и С. Р. Пантилеев связывают формирование самоотношения со степенью удовлетворения ведущих потребностей и мотивов.
В. Франкл подчеркивает направленность самоотношения на удовлетворение потребности «смысла жизни».
Самоотношение, в качестве своих отдельных сторон, включает самосознание, самопознание, самооценку, эмоциональное отношение к себе, самоконтроль, саморегуляцию, отражая широкий спектр феноменов внутренней жизни личности.
Самоотношение — понятие, используемое для обозначения специфики отношения личности к себе. Из множества функций, которые выполняет самоотношение, важно отметить функцию самовыражения и самореализации.

#### Схема строения самоотношения
Схема строения самоотношения Н. И. Сарджвеладзе базировалась на теории установки Д. Н. Узнадзе. И, таким образом, выделяется две основные оси направленности:
1. на что направлена установка, что является её предметным содержанием;
2. как направлена установка на свой предмет, каков способ отношения.

#### Три компонента самоотношения
Самоотношение имеет три компонента:
1. когнитивный (реализует гностическое отношение индивида к самому себе с помощью таких познавательных функций, как ощущение, восприятие, мышление и др.);
2. эмоциональный (характеризуется сопровождением знаний о себе определёнными чувствами);
3. конативный (выступает в качестве внутренних действий в собственный адрес или как готовность к этим действиям).

Когнитивный компонент самоотношения включает в себя самооценку, так как задача «работы» самосознания и самопознания заключается не только в принятии себя в расчёт в процессе активности и знании чего-либо о себе, но и в оценивании своих свойств по определённым критериям. Путём процессов самопознания личность стремится понять не только то, кто она есть, но и какова она есть, не только то, что она сделала, но и что и как она может сделать.

## Строение самоотношения
В. В. Столин предложил идею о строении самоотношения, по которой в основе самоотношения лежит процесс оценивания личностью своих качеств относительно собственных мотивов, отражающих стремление самореализации, который может протекать в виде внутреннего диалога.
Макроструктуру самоотношения образуют три измерения, которые характеризуются эмоциональной спецификой:
1. аутосимпатия (связана с безоценочной положительной или отрицательной эмоции расположенности либо нерасположенности);
2. самоуважение (более оценочный предполагающий сравнение или внутреннее обоснование);
3. близость-самоинтерес (отражает субъективную близость к объекту отношения).